# Rocafort de Queralt
Rocafort de Queralt – gmina w Hiszpanii, w prowincji Tarragona, w Katalonii, o powierzchni 8,56 km². W 2011 roku gmina liczyła 268 mieszkańców.